# Kóti Kati
Kóti Kati (Debrecen, 1938. március 30. – Budapest, 2011. augusztus 3.) Aase-díjas magyar színésznő.

## Életpályája
A Színház- és Filmművészeti Főiskola elvégzése után a Bartók Gyermekszínház tagja lett. 1969-től 1972-ig a Thália Színházban játszott. 1972 és 1976 között a Állami Déryné Színház, 1977 és 1991 között a Népszínház, 1991-től pedig a Budapesti Kamaraszínház tagja volt. 2008-ban lépett utoljára színpadra Fejes Endre: Mocorgó című darabjában, az Anya szerepében.

## Színpadi szerepei
- Molnár Ferenc: 
  - Liliom... Lujza[3]
  - A Pál utcai fiúk... Nemecsek
- Jevgenyij Svarc: Hókirálynő... Klausz
- Jaroslav Hašek: Švejk, a derék katona... Millerné
- Sultz Sándor: Öljük meg Józsit!... Józsiné
- Anton Pavlovics Csehov: Jubileum... Idős asszony
- Hollós Korvin Lajos: Pázmán lovag... Cicelle
- Brustein: Tamás bátya kunyhója... Chloe
- Tersánszky Józsi Jenő: Kakuk Marci szerencséje... Csuriné
- Lázár Ervin: A hétfejű tündér... Vacskamati
- Kiriţescu: Szarkafészek... Zoia
- Szekernyés László: Trón alatt a király... Peti
- Köves József: Nyakigláb, Csupaháj, Málészáj... Bíróné
- Carlo Goldoni: Bugrisok... Marina
- Alaszakov: Mese a tűzpiros virágról... Dajka
- Kertész Ákos: Névnap... Aranka
- Szakonyi Károly: Hongkongi paróka... Ilona
- Dudarev: Napnyugta... Hanna
- Strindberg: Haláltánc... Öregasszony
- Csehov: Ványa bácsi... Marina
- Federico García Lorca: Yerma... Második öregasszony
- Móricz Zsigmond: Nem élhetek muzsikaszó nélkül... Málcsi néni
- Rideg Sándor: Indul a bakterház... Rozi anyja
- Barry Kyle: Zúzódás
- Illyés Gyula: Tűvé tevők... Gazdáné
- Peter Ensikat: A brémai muzsikusok... Macska
- Gábor Andor: Ciklámen... Szakácsnő
- Móricz Zsigmond: Búzakalász... Hurkásné
- Molière: A fösvény... Fruzsina
- Thomas Bernhard: A színházcsináló... A vendéglősné
- Csehov: Leánykérés... A földbirtokos leánya
- Carlo Collodi: Pinokkió... Pinokkió
- Tamási Áron: Búbos vitéz... Nyúl, futár
- Jókai Anna: Újházasok (Tartozik és követel)... Tercsi mama
- Képes Géza: Mese a halászlányról... Lujza, királylány
- Jékely Zoltán: Mátyás király juhásza... Csuporka, Kölönte menyasszonya
- Sármándi Pál: Szervusz, Peti... Peti
- Mikszáth Kálmán: A becsületes Gyuri története... Erzsi
- Braginszkij–Rjazanov: Ma éjjel megnősülök... Anna
- Móra Ferenc: Rab ember fiai... Csutka
- Móricz Zsigmond: Légy jó mindhalálig... Szegedi
- Thuróczy Katalin: Finálé... Kati
- Samuel Benchetrit: A párizsi gyors... Hangosbemondó
- David Hare: Amy világa... Evelyn Thomas
- Bajomi Lázár Endre: Az apáca... Apáca
- Robert Bolt: Morus... Egy asszony
- García Lorca: Bernarda Alba háza... Koldus
- Fejes Endre: Mocorgó... Anya

## Filmjei
| - Kabala (1982) - Csinibaba (1997) - Film… (2000) - Az első száz oldal (2002, rövid játékfilm) - Tabló (2008) | - Falusi idill (1962) - Hagymácska (1962) – Hagymácska - Mécsek (1992, rövid tévéfilm) - Szomszédok (1988-1994) - X polgártárs (1995) – Paraszt anya - Na végre, itt a nyár! (2002) - Géniusz, az alkimista (2010) – Jegyszedő |

### Rajz- és animációs sorozatok
- Kukori és Kotkoda (1970-1971) – Szöcske (hang)
- Mekk Elek, az ezermester (1973) – Malacok (hang)
- A nagy ho-ho-horgász (1982-1988) – További szereplők (hang)
- A nagy ho-ho-ho-horgászverseny (1990, rövid rajz-játékfilm) – Kék halacska; Rózsaszín halacska (hang)

## Szinkronszerepei

### Filmek
| Év   | Cím                                  | Szereplő         | Színész         | Szinkron év |
| ---- | ------------------------------------ | ---------------- | --------------- | ----------- |
| 1939 | Aranykulcsocska (2. magyar szinkron) | Burattino (hang) | Olga Saganova   | 1977        |
| 1949 | A silai legenda                      | Rosaria Campolo  | Silvana Mangano | 1968        |
| 1962 | A Vénusz urai                        | Pat              | Mandy Harper    | 1968        |
| 1966 | A jégkirálynő (1. magyar szinkron)   | Királylány       | Irina Gubanova  | 1967        |
| 1967 | Nyaralók                             | N/A              | N/A             | 1967        |
| 1971 | Lövés a lángokból                    | N/A              | N/A             | 1972        |
| 1974 | A rivális                            | N/A              | N/A             | 1976        |
| 1975 | Burattino kalandjai                  | N/A              | N/A             | 1980        |
| 1975 | Mese a katonáról és a kígyóról       | Varrólány #2     | N/A             | 1978        |
| 1975 | Néma tanúk                           | Laubertinné      | Renate Küster   | 1979        |
| 1976 | Fütyülök az egészre!                 | N/A              | N/A             | 1977        |
| 1977 | Júlia                                | N/A              | N/A             | 1979        |
| 1989 | Az ördög kisértése                   | N/A              | N/A             | 1993        |

### Sorozatok
| Év   | Cím                                              | Szereplő     | Színész         | Szinkron év |
| ---- | ------------------------------------------------ | ------------ | --------------- | ----------- |
| 1960 | Tom Sawyer kalandjai                             | N/A          | N/A             | 1970        |
| 1995 | Agatha Christie: Poirot VI. (1. magyar szinkron) | Isabel Tripp | Pauline Jameson | 1997        |

### Rajzfilmek
| Év   | Cím                                         | Szereplő    | Szinkronhang   | Szinkron év |
| ---- | ------------------------------------------- | ----------- | -------------- | ----------- |
| 1950 | Bátor Jankó                                 | Bátor Jankó | N/A            | 1969        |
| 1978 | Egyszer volt… az ember (1. magyar szinkron) | Peti        | Oliver Destrez | 1983        |